# Telecomunicações de Brasília
Telecomunicações de Brasília S/A (TELEBRASÍLIA) foi a empresa operadora de telefonia do sistema Telebras no Distrito Federal e seu entorno antes do processo de privatização em julho de 1998.

## História
Sucedeu a antiga Companhia de Telefones de Brasília - COTELB, criada em 1960 como autarquia quando da criação da nova capital.
Sua área de atuação, contudo, expandia-se por toda a área denominada Entorno do Distrito Federal, no estado de Goiás, bem como pelo nordeste deste estado (região da Chapada dos Veadeiros, pelo sudeste do atual estado de Tocantins, pelo noroeste de Minas Gerais (região dos municípios de Paracatu e Unaí), e a localidade de Rosário, no extremo-oeste da Bahia, todas sob o código de área (061).
As áreas em MG e BA foram transferidas para as empresas do sistema Telebras nos respectivos estados antes da privatização, enquanto que as demais ainda hoje formam parte da filial de Brasília da Brasil Telecom hoje Oi, embora apenas a parte do DF e do Entorno mantenha o código (61).
Foi absorvida pela Brasil Telecom, atualmente Oi. E a Telebrasília Celular foi vendida à TCO que depois foi revendida à Vivo.